# IBUK.pl
IBUK.pl – polska biblioteka cyfrowa i wypożyczalnia e-booków umożliwiająca wypożyczanie książek w formatach elektronicznych za pośrednictwem Internetu. Projekt został stworzony w 2007 roku przez Wydawnictwo Naukowe PWN i skierowany jest do użytkowników komputerów oraz urządzeń mobilnych. Do współpracy z serwisem IBUK dołączyło ponad 40 wydawców, w tym wiele oficyn akademickich i naukowych.

## Księgozbiór
W listopadzie 2013 IBUK.pl był największą w Polsce wypożyczalnią publikacji akademickich, książek naukowych, czasopism branżowych oraz profesjonalnych książek z różnych dziedzin wiedzy. Obecnie w katalogu IBUK znajduje się prawie 50 tysięcy tytułów, z czego ponad 7 tysięcy jest dostępnych do elektronicznego wypożyczenia. W postaci e-booków na platformie znajduje się m.in. cała oferta Wydawnictwa Naukowego PWN. Oprócz książek naukowych i publikacji akademickich do wypożyczenia dostępna jest również literatura piękna, literatura faktu, atlasy, przewodniki i poradniki. Część z nich to publikacje darmowe.

## Sposób działania
Wypożyczalnia funkcjonuje w modelu subskrypcyjnym pozwalającym na czasowy dostęp do książek w trybie online. Platforma IBUK.pl wykorzystuje autorską aplikację internetową myiBUK, która umożliwia korzystanie z zasobów dostępnych w wirtualnej chmurze. Rozwiązanie to pozwala na odczyt książek z konta użytkownika na dowolnym urządzeniu (komputerze, tablecie, smartfonie) z dostępem do Internetu. Po wypożyczeniu lektura książki dostępna jest też w trybie offline. Aplikacja umożliwia dodatkowo tworzenie notatek, wydruk stron (liczba stron dostępnych do wydruku jest ograniczona rodzajem abonamentu), wyszukiwanie fragmentów, tworzenie przypisów i adnotacji. Przed nielegalnym kopiowaniem książki są zabezpieczone specjalnym systemem szyfrowania (AES), który zapewnia ochronę przechowywanych publikacji i zapobiega nieautoryzowanemu przekazywaniu treści.
Dostęp do książek uzyskuje się poprzez zalogowanie na indywidualne konto (tożsame z kontem w  Księgarni Internetowej PWN i Portalu Wiedzy PWN) i wniesienie odpowiedniej opłaty abonamentowej, która umożliwia czasowy dostęp do książek. Pliki dostępne są w formatach ePUB, mobi, PDF, IBUK oraz IBUK PLUS. Na platformie znajdują się też książki w formie audiobooków.

## IBUK Libra
We współpracy z szeregiem wydawnictw edukacyjnych w 2012 roku uruchomiona została nowa opcja dostępowa – IBUK Libra. Jest to specjalna usługa przeznaczona dla bibliotek publicznych, firm i instytucji edukacyjnych umożliwiająca uzyskanie grupowych dostępów do wybranych zasobów IBUK. Z usługi korzystają obecnie przede wszystkim biblioteki i czytelnie akademickie. Współpracę z platformą IBUK Libra nawiązało już ponad 150 bibliotek publicznych i pedagogicznych oraz 100 bibliotek uczelnianych na terenie całej Polski. Z udostępnionych zasobów korzystać można nie tylko na komputerach znajdujących się w instytucjach publicznych, lecz również na osobistych urządzeniach w domu. Do domowego korzystania z zasobów IBUK Libra potrzebny jest specjalny kod PIN, który otrzymać można w bibliotece.

## Wyróżnienia
W 2013 roku aplikacja internetowa myIBUK dotarła do finału konkursu Dobry Wzór.